# Mercy (Shawn Mendes)
Mercy è un brano musicale del cantautore canadese Shawn Mendes, terzo singolo promozione per il suo secondo album in studio Illuminate. Il brano è stato scritto da Mendes insieme a Ilsey Juber, Robin Weisse, Danny Parker e Teddy Geiger, che l'ha prodotto con Jake Gosling È stato pubblicato il 18 agosto 2016 dalla Island Records e dalla Universal Music Group e più tardi come secondo singolo il 18 agosto 2016 in tutto il mondo.

## Descrizione
Il brano è composto in chiave Si♭ minore con un tempo comune di 144 e 152 battiti per minuto.

## Video musicale
Il video musicale è stato diretto da Jay Martin e pubblicato il 21 settembre 2016.

## Esibizioni dal vivo
Il 22 settembre 2016, Shawn Mendes ha eseguito il brano dal vivo per la prima volta al The Tonight Show Starring Jimmy Fallon. Il brano è stato poi eseguito al Today il 23 settembre, al The Late Late Show with James Corden il 28 settembre, a The X Factor UK il 23 ottobre e a The X Factor Australia il 31 ottobre. Il brano è stato promosso in Italia con un'esibizione dell'artista in una puntata di X Factor il 10 novembre 2016.

## Classifiche

### Classifiche settimanali
| Classifiche (2016-17) | Posizione massima |
| --------------------- | ----------------- |
| Australia             | 13                |
| Austria               | 8                 |
| Belgio (Fiandre)      | 24                |
| Belgio (Vallonia)     | 19                |
| Canada                | 23                |
| Danimarca             | 7                 |
| Francia               | 168               |
| Germania              | 16                |
| Irlanda               | 17                |
| Italia                | 17                |
| Norvegia              | 16                |
| Nuova Zelanda         | 18                |
| Paesi Bassi           | 6                 |
| Portogallo            | 13                |
| Regno Unito           | 15                |
| Repubblica Ceca       | 42                |
| Slovacchia            | 33                |
| Stati Uniti           | 15                |
| Svezia                | 20                |
| Svizzera              | 4                 |

### Classifiche di fine anno
| Classifica (2017) | Posizione |
| ----------------- | --------- |
| Brasile           | 100       |
| Islanda           | 41        |